# Ildon Marques
Ildon Marques de Souza (Pombal, 20 de outubro de 1945) é um empresário e político brasileiro filiado ao Progressistas (PP). Atualmente é suplente de deputado federal pelo Maranhão. Anteriormente, foi vice-prefeito de Imperatriz, prefeito da mesma cidade e senador pelo Maranhão.